# ФК Гојас
Фудбалски клуб Гојас (порт. Goiás Esporte Clube) је бразилски фудбалски клуб из града Гојанија, Гојас.